# Laboratoire génie de production
 (avril 2022).
Le laboratoire génie de production (LGP) est un laboratoire de recherche sous la tutelle de l'école nationale d'ingénieurs de Tarbes (ENIT). 
Créé en 1989 à Tarbes, il s'agit d'un laboratoire pluridisciplinaire dont les recherches s’inscrivent dans le domaine des sciences et de l'ingénierie des systèmes.

## Historique
Le laboratoire génie de production voit le jour en 1989 à Tarbes. Il s'agit du seul laboratoire de l'École nationale d'ingénieurs de Tarbes. Il est situé sur son campus, au sud-ouest de la ville.
Il est reconnu par le Ministère de l'enseignement supérieur et de la recherche comme jeune équipe en 1991, puis comme Équipe d'accueil EA no 1905 à partir de 1995. Initialement 3 équipes articulent leurs travaux autour du génie des matériaux, de la production automatisée et de la conception mécanique assistée par ordinateur (CMAO). Ces équipes se développent et évoluent pour se diviser en 4 à partir de 2010 : interfaces et matériaux fonctionnels (IMF), mécanique des matériaux, des structures et procédés (M2SP), décision et interaction dynamiques pour les systèmes (DIDS), et systèmes décisionnels et cognitifs (SDC). En 2021, le laboratoire se restructure en deux départements scientifiques : mécanique matériaux procédés et systèmes, eux-mêmes divisés en neuf groupes de recherche. 

### Directeurs successifs
- 1991-2001 : Jacques-Alain Petit[5] ;
- 2001-2011 : Daniel Noyes ;
- 2011-2016 : Jean-Yves Fourquet[6] ;
- 2016-2020 : Jean Denape[7] ;
- 2020- actuel : Bernard Archimède [8] ;

### Identité visuelle

Ancien logo (avant 2018)
Logo actuel (2018)

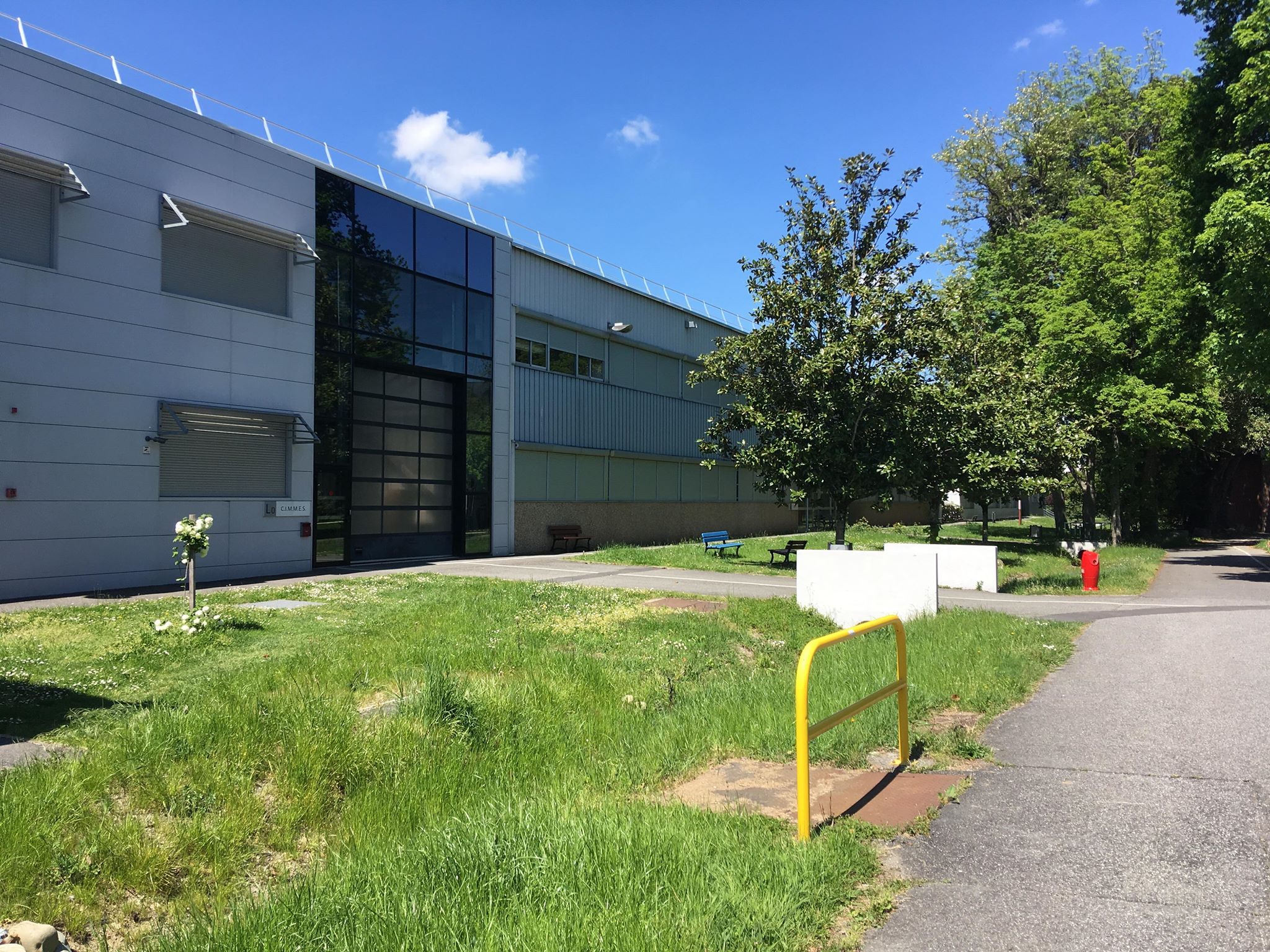
Entrée de la zone atelier du laboratoire.
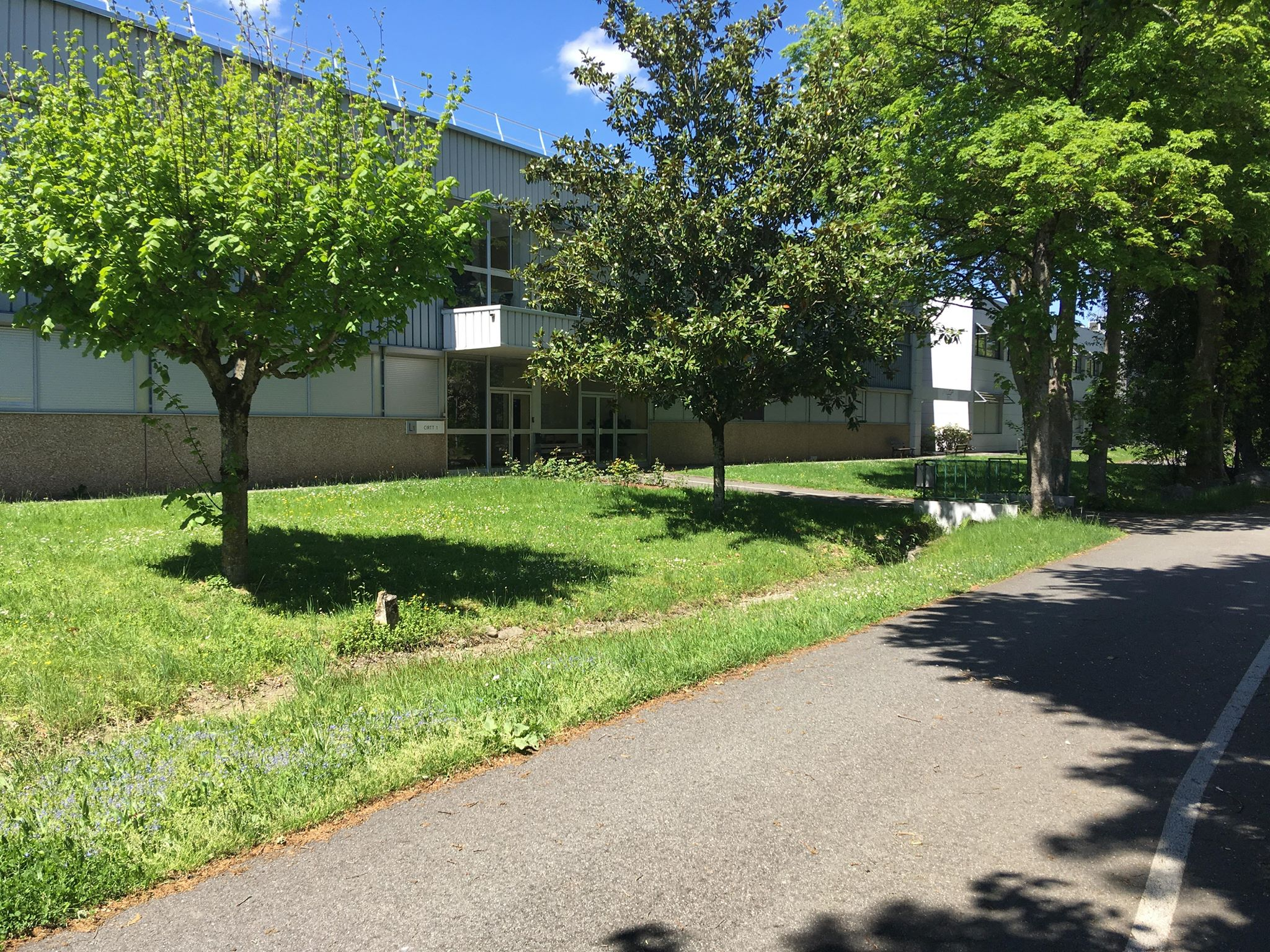
Autre entrée.
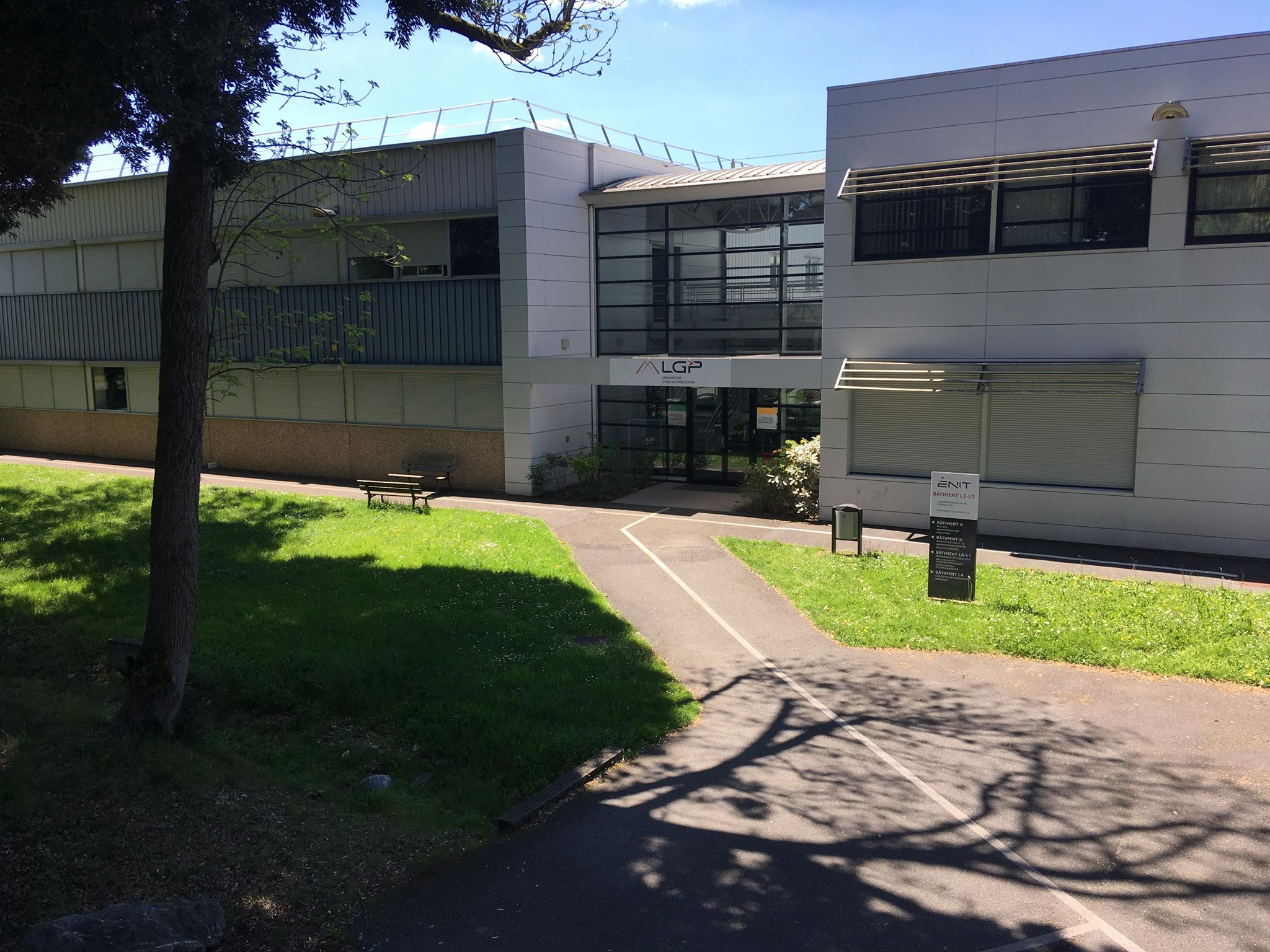
Entrée principale du laboratoire.
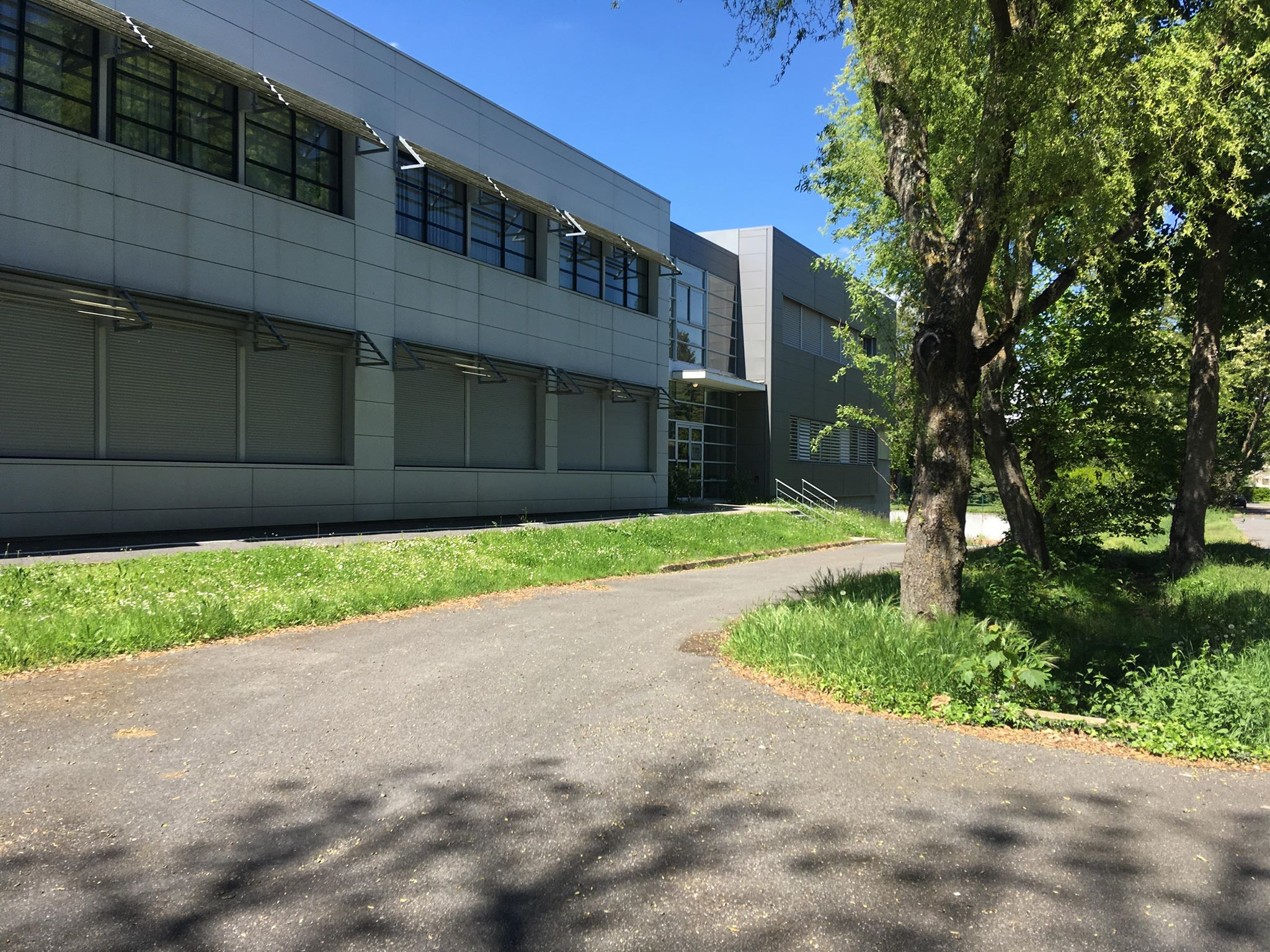
Entrée de la halle Agromat.
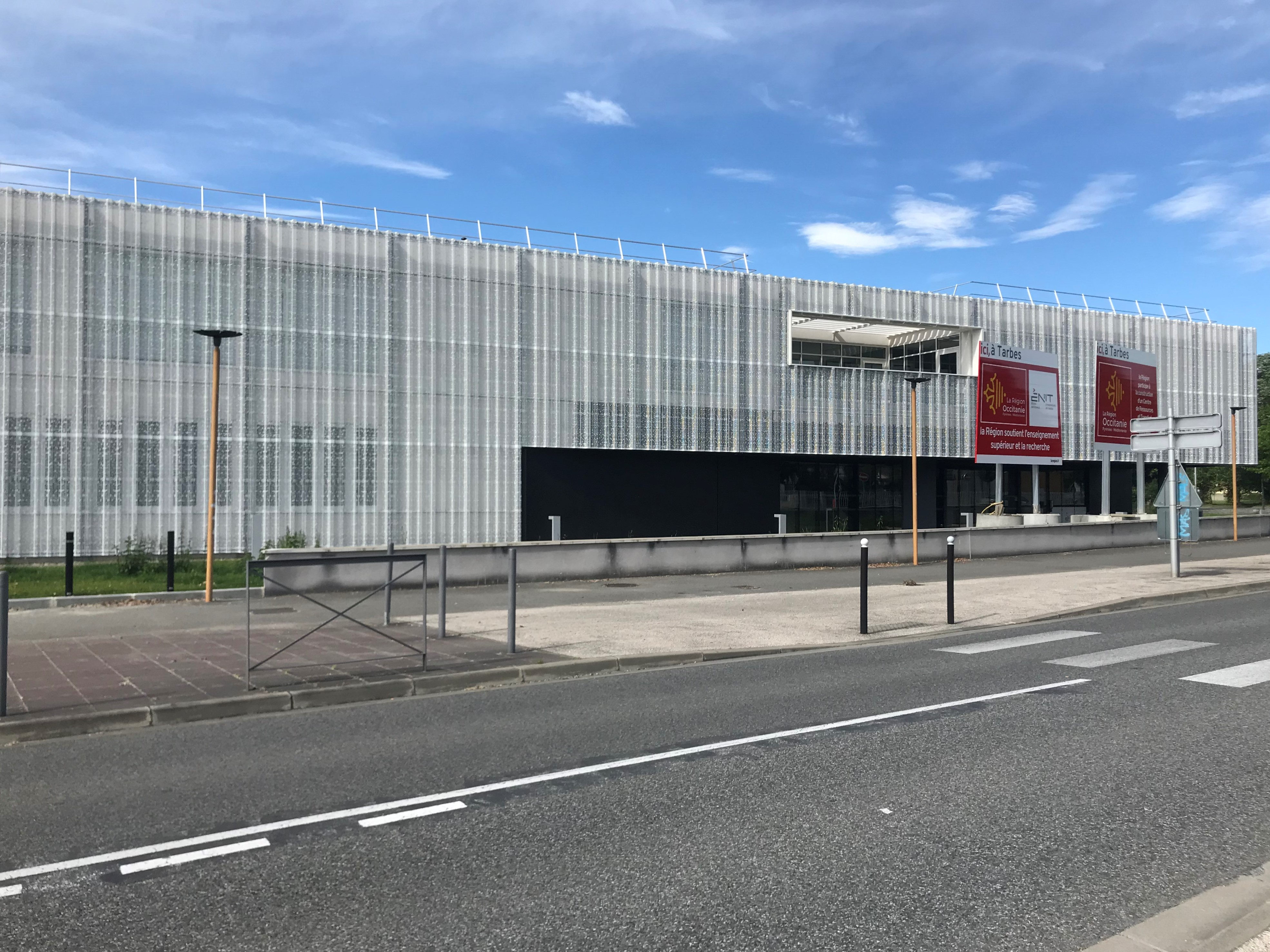
Façade d'un bâtiment du LGP : le centre de ressources et de technologie en composites innovants (CRTCI).
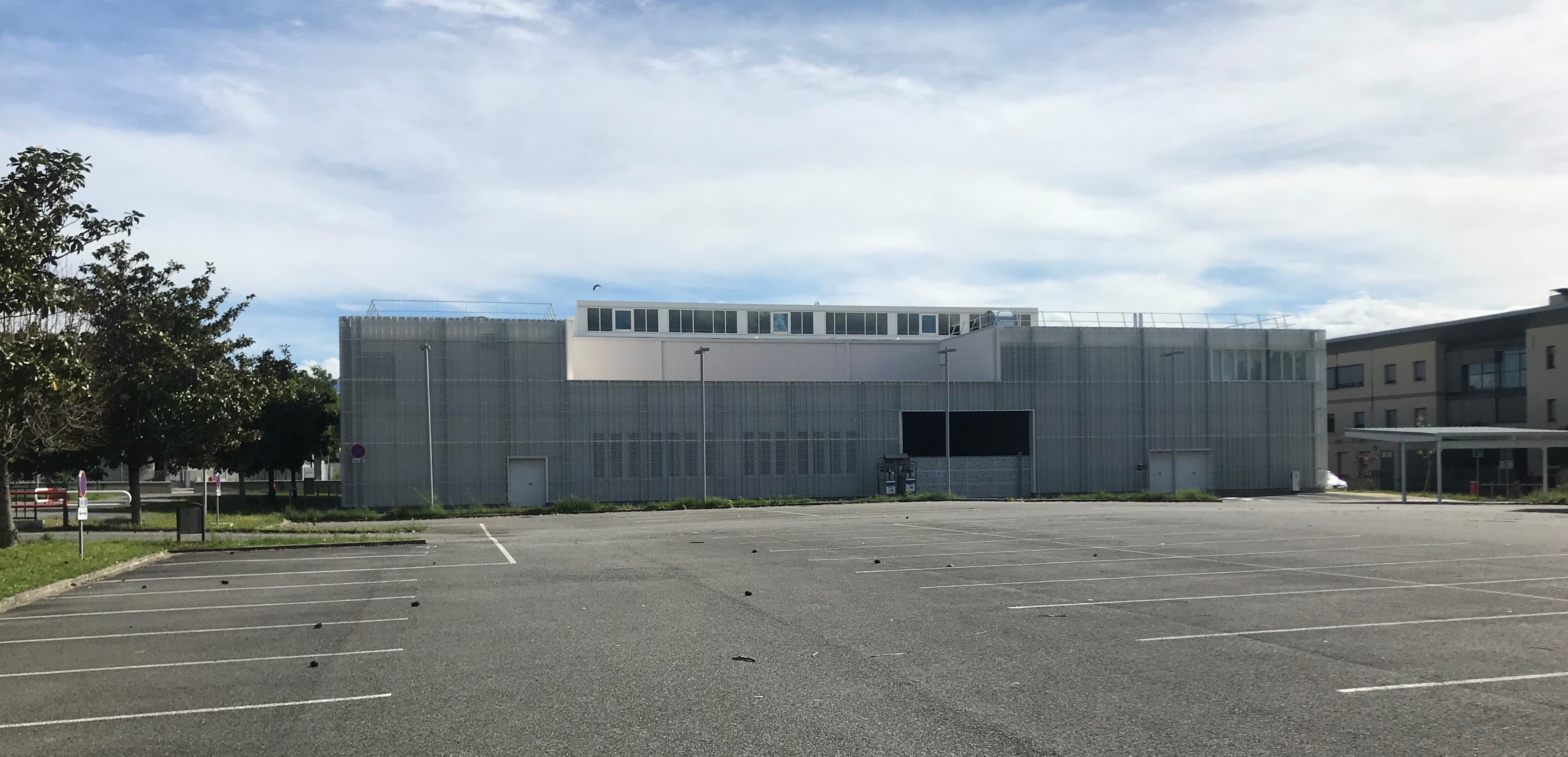
Autre façade du CRTCI.

## Thématiques et équipes de recherche
Les recherches du LGP s’inscrivent dans le domaine des sciences et de l'ingénierie des systèmes : automatique, informatique, matériaux, mécanique, sciences et techniques de la production. Elles entrent dans le périmètre du domaine de recherche « maths, physique, nanosciences et STIC » du ministère de l'enseignement supérieur et de la recherche.
Au 2e semestre 2022, le laboratoire comprend 53 enseignants-chercheurs : (19 professeurs des universités dont 1 professeur émérite et 34 maîtres de conférences dont 8 avec habilitation à diriger des recherches), 7 chercheurs postdoctoraux, 7 attachés temporaires d'enseignement et de recherche ainsi que 55 doctorants répartis dans ces groupes de recherche ,,.
Depuis 2021, le laboratoire est structuré en deux départements scientifiques, découpés en neuf groupes de recherche.
Le LGP bénéficie également de plateformes de transfert de technologie qui permettent d'apporter des solutions concrètes aux problématiques des entreprises. Ces plateformes de transfert de technologie sont les suivantes : CIMMES (mécanique, matériaux, surfaces), IDCE (information, décision, communication), PRIMES (mécatronique de puissance, management de l'énergie), Metallicadour (usinage, assemblage, robotisation des procédés), CEF3D (fabrication additive). Deux centres de transfert sont également accueillis par l'école : l'entreprise Technacol (ingénierie du collage) et la halle Agromat du laboratoire de chimie agro-industrielle (transformation de matière végétale en agromatériaux). Enfin, un nouveau bâtiment est opérationnel depuis fin 2019 : le centre de ressources et de transfert en composites innovants (CRTCI).

## Doctorats
De sa création à 2019, le LGP a formé 193 docteurs et a permis à 20 maîtres de conférences d'obtenir l'habilitation à diriger des recherches (HDR). 
L'ENIT est co-habilitée, via l'université de Toulouse, dans plusieurs formations doctorales en partenariat avec cinq écoles doctorales :
- L'école doctorale Systèmes (ED SYS – 309),
- L'école doctorale Génie Électrique, Électronique, Télécommunications (ED GEET – 323),
- L'école doctorale Aéronautique Astronautique (ED AA – 467),
- L'école doctorale Mécanique, Energétique, Génie Civil & Procédés (ED MEGeP – 468),
- L'école doctorale Sciences de la Matière (ED SDM – 482).

## Partenariats
Dans l'objectif de promouvoir les recherches interdisciplinaires associant les différentes unités de recherche présentes sur le site Tarbais, l'ENIT et le LGP ont créé la fédération « structure interdisciplinaire de recherche sur les systèmes, les instruments et leurs usages » (FED SIRYUS – 4144). Les unités de recherche partenaires sont :
- Les antennes tarbaises du laboratoire d'aérologie (LA – UMR OMP 5560), de l'institut de recherche en astrophysique et planétologie (IRAP – UMR OMP 5277), du laboratoire d’études et de recherches appliquées en sciences sociales (LERASS – EA 827), et du centre d’étude et de recherche travail organisation pouvoir (CERTOP – UMR CNRS 5044) de l'université Toulouse-III-Paul-Sabatier,
- Les antennes de Tarbes du laboratoire thermique, énergétique et procédés (LATEP – EA 1932), et du laboratoire mouvement, équilibre, performance, santé (MEPS – EA 4445) de l'université de Pau et des pays de l'Adour,
- L'antenne tarbaise de l'observatoire Midi-Pyrénées (OMP),
- L'antenne de Tarbes de l'institut Clément Ader (ICA – UMR CNRS 5312) de l'INSA de Toulouse,
- La halle Agromat du laboratoire de chimie agro-industrielle (LCA – UMR 1010) de l'INP-ENSIACET.

L'école et son laboratoire sont également à l'origine de la fédération « ingénierie des organisations distribuées » (FED IODE – 4100), qui a pour but de créer une synergie entre les enseignants-chercheurs en génie industriel des régions Aquitaine et Midi-Pyrénées. Les partenaires sont :
- Le centre génie industriel (CGI) de l'École des mines d'Albi-Carmaux,
- Le laboratoire de l'intégration du matériau au système (IMS – UMR 5218) de l'université Bordeaux-I,
- Le laboratoire toulousain de technologie et d'ingénierie des systèmes (LATTIS), l'institut supérieur de l'aéronautique et de l'espace (ISAE), et l'institut de recherche en informatique de Toulouse (IRIT – UMR CNRS 5505) de l'université fédérale de Toulouse-Midi-Pyrénées,
- Le laboratoire de génie chimique (LGC – UMR 5503) de l'ENSIACET,
- Le laboratoire d'architecture et d'analyse des systèmes (LAAS CNRS) du CNRS.

## Pour approfondir